# داگلاس هنشال
داگلاس جیمز هنشال (زاده ۱۹ نوامبر ۱۹۶۵) یک بازیگر اسکاتلندی است که بهترین نقش برای پروفسور نیک کاتر در سری داستان‌های علمی تخیلی دوران کهن و جیمی پرز در درام شتلند شناخته شده‌است.

## اوایل زندگی
داگلاس هنشال در گلاسکو اسکاتلند زاده شد. مادر او یک پرستار و پدرش یک فروشنده بود. او دو خواهر بزرگتر دارد. او در بارهد بزرگ شد و در دبیرستان بارهد به تئاتر جوانان اسکاتلند مستقر در گلاسکو پیوست. پس از ترک دبیرستان، او به لندن برای آموزش در مدرسه تئاتر مانت ویو نقل مکان کرد. در حالی که در لندن منتقدان او را در دونمار ورهاس (۱۹۹۳) و بوفالو آمریکا در ویک جوان (۱۹۹۷) تحسین کردند. او به گلاسکو بازگشت و به شرکت تئاتر ۷:۸۴ پیوست. هنشال از طرفداران باشگاه فوتبال سنت میرن است و همچنین او با نویسنده کرواتی تنا استیویک ازدواج کرد.

## حرفه
در سال ۱۹۹۳ او در اقتباس تلویزیونی دنیس پاتر به نام «رژ لب بر روی یقه شما» ظاهر شد. او همچنین در مجموعه تلویزیونی آمریکایی جوان ایندیانا جونز (۱۹۹۲–۱۹۹۶)، یکی از اولین نقش‌های فیلم موفقیت‌آمیز خود به عنوان ادگار در فرشتگان و حشرات (۱۹۹۵)، قبل از رفتن به ستاره در عدالت شارپ (۱۹۹۷)، یتیم (فیلم ۱۹۹۸)، مرد با باران در کفش خود (۱۹۹۸)، یاغی قلب (۲۰۰۱) و گریه خاموش (۲۰۰۲) نقش آفرینی کرد. او همچنین در بسیاری از سریال‌های تلویزیونی ستاره دار مانند روانی (۱۹۹۹)، بچه در گوشه‌ای (۱۹۹۹)، آنا کارنینا (۲۰۰۰)، و دوست داشتنی شما (۲۰۰۳)، ریپلی زیر زمین (۲۰۰۵) نقش آفرینی کرد. او همچنین نمایشنامه‌هایی را برای رادیو بی‌بی‌سی، از جمله نقش رومئو در رومئو و ژولیت (۱۹۹۹) و دیوید در وداع بلند (۲۰۰۲) انجام داد. در تابستان سال ۲۰۰۲، داگلاس به مرحله لندن جایی که او نقش میخائیل باکونین در سه‌گانه جدید تام استوپارد از نمایشنامه، ساحل آرمانشهر در تئاتر ملی انجام داد، بازگشت.
او در ادامه به ITV1 شو رفت، و او با بازی در نقش افسر تحقیق تصادف چند ماشین و در سال ۲۰۱۰، داگلاس در یک درام بی‌بی‌سی وان به نام سکوت، ستاره دار شد.
در سال ۲۰۱۲ او به عنوان آگوستوس کریبن در راز سالن پیچ در پیچ، ستاره دار شد. در سال ۲۰۱۳ هنشال در بی‌بی‌سی در قسمت دوم درام شتلند در نقش کارآگاه بازرس جیمی پرز بازی کرد. او همچنین برای بازی در فیلمی در سال ۲۰۱۵ انتخاب شده‌است.
او همچنین در فیلم مردی با باران در کفش‌هایش بازی کرده‌است.